# Jennifer Paterson (Biathletin)
Jennifer Paterson ist eine kanadische Biathletin.
Jennifer Paterson startet für CSC/Augustana. Bei den Kanadischen Biathlonmeisterschaften 2010 in Canmore wurde sie hinter Yolaine Oddou und vor Tana Chesham die Silbermedaille im Massenstartrennen der Juniorinnen. Bei der Winter-Universiade 2011 in Erzurum kam sie im Sprint auf den 35. Rang. Seit der Saison 2011/12 startet sie bei den Frauen im Biathlon-NorAm-Cup. In ihrer ersten Saison belegte sie den 18. Platz in der Gesamtwertung, 2012/13 verpasste sie als Elfte nur um einen Rang die Top 10. Im Whistler Olympic Park in Whistler nahm sie im Rahmen der Nordamerikanischen Meisterschaften im Biathlon 2013 an ihren ersten kontinentalen Meisterschaften bei den Frauen teil. Im Sprint wurde sie Elfte, im Verfolgungsrennen Neunte und Massenstartrennen erneut Elfte.